# Konstal 105Ne
Konstal 105Ne – typ czteroosiowego tramwaju, wytwarzanego w latach 1993–1994 w zakładach Konstal w Chorzowie dla warszawskiej sieci tramwajowej. Wyprodukowano 18 wagonów tego typu.

## Konstrukcja
Konstal 105Ne to jednokierunkowy, czteroosiowy, silnikowy wagon tramwajowy. Konstrukcyjnie wywodzi się od tramwajów 105Nb także powstałych dla Warszawy. Podłoga tramwaju położona jest na wysokości 910 mm nad główką szyny. Po prawej stronie nadwozia umieszczono czworo dwuskrzydłowych drzwi. W przedziale pasażerskim znajdują się tapicerowane siedzenia w układzie 1+1. Górna część okien jest uchylna. Kabinę motorniczego odgrodzono od przestrzeni pasażerskiej szafą aparaturową i drzwiami.
Tramwaje 105Ne wyposażone są w rozruch oporowy. Obydwa dwuosiowe wózki są napędowe, przy czym na jedną oś przypada jeden silnik prądu stałego. Umieszczone na ścianach czołowych gniazda sterowania wielokrotnego pozwalają na łączenie wagonów w składy.
W stosunku do tramwajów typu 105Nb wprowadzono następujące modyfikacje: zwiększono grubość blach poszycia zewnętrznego, okna przesuwne zastąpiono uchylnymi, zamontowano dodatkowy pulpit do jazd manewrowych, usprawniono konstrukcję wózków.

## Dostawy
W latach 1993–1994 wyprodukowano 18 tramwajów typu 105Ne.
| Państwo        | Miasto         | Lata dostaw    | Liczba | Numery taborowe |       |
| -------------- | -------------- | -------------- | ------ | --------------- | ----- |
| Polska         | Warszawa       | 1993–1994      | 18     | 1393–1410       | [ 3 ] |
| Łączna liczba: | Łączna liczba: | Łączna liczba: | 18     |                 |       |